# Javier Alexis Guerra
Javier Alexis Guerra [gayr'rah] (Panamá, 25 de septiembre de 1995) es un lanzador de béisbol profesional panameño de los Hanshin Tigers de Nippon Professional Baseball. Guerra comenzó su carrera como jugador de cuadro, llegando a la MLB como tal en 2018 con los Padres de San Diego. También ha jugado en la Major League Baseball  para los Tampa Bay Rays y los Milwaukee Brewers.

## Carrera

### Boston Red Sox
Guerra firmó como campocorto con los Medias Rojas de Boston como agente libre internacional en 2012, llegando a un acuerdo sobre un contrato que pedía un bono por firmar de $250,000. En ese momento, Guerra recibió críticas mixtas por su defensa porque tenía poca velocidad, pero mostró un primer paso muy rápido y un excelente alcance hacia ambos lados. Tenía manos muy suaves pero rápidas y estaba seguro en el campo, lo que complementaba su brazo, quizás el más fuerte del sistema de los Medias Rojas. Guerra hizo su debut profesional con los Medias Rojas de la Liga de Verano Dominicana de la liga de novatos en 2013, bateando .248/.356/.290 con nueve dobles y 23 carreras impulsadas en 60 juegos. Luego jugó para la liga de novatos Gulf Coast Red Sox en 2014, bateando .269/.286/.408 con dos jonrones y 26 carreras impulsadas en la Gulf Coast League. Tuvo una gran temporada con Clase A Greenville Drive en 2015, donde mostró jugadas defensivas destacadas como campocorto con la capacidad de conducir la pelota. Guerra logró una línea de .279/.329/.449 con 68 carreras impulsadas, junto con 23 dobles, tres triples y 15 jonrones en 116 juegos, la mayor cantidad de su carrera, mientras se ganaba una selección para el Juego de Estrellas de la Liga del Atlántico Sur. Además, Guerra se ubicó entre los mejores bateadores del sistema de los Medias Rojas, terminando segundo en jonrones, tercero en carreras impulsadas y bases totales (195), cuarto en slugging (.449) y quinto en carreras anotadas (64). En defensa, cometió 27 errores en el campocorto y tuvo un porcentaje de fildeo de .954.

### San Diego Padres
El 13 de noviembre de 2015, los Medias Rojas canjearon a Guerra, Carlos Asuaje, Manuel Margot y Logan Allen a los Padres de San Diego por Craig Kimbrel. Pasó el 2016 con el High-A Lake Elsinore Storm, donde bateó .202/.264/.325 con nueve jonrones y 41 carreras impulsadas en 105 juegos, mientras que a la defensiva cometió 30 errores en el campocorto y tuvo un porcentaje de fildeo de .940. Los Padres lo agregaron a su lista de 40 hombres después de la temporada 2016. Pasó el 2017 con Lake Elsinore y las Misiones de San Antonio Doble-A, bateando .222/.266/.349 con nueve jonrones y 53 carreras impulsadas en 128 juegos entre ambos equipos. Comenzó el 2018 con Triple-A El Paso Chihuahuas, para quienes bateó .223/.269/.398 en 122 juegos. Hasta 2018, en 582 juegos de ligas menores había bateado .237/.290/.374, mientras jugaba casi todos los juegos como campocorto. Guerra fue convocado a las mayores por primera vez el 4 de mayo de 2018 e hizo su debut en la MLB esa noche. En 16 turnos al bate en 2018 con los Padres, bateó .125 con una impulsada. Durante los entrenamientos de primavera de 2019, Guerra se convirtió en lanzador de relevo. Guerra abrió la temporada en la lista de lesionados por una lesión en el oblicuo. Después de ser activado, fue asignado a Lake Elsinore. Fue ascendido a Amarillo Sod Poodles el El 1 de septiembre Guerra fue ascendido a las ligas mayores como lanzador por primera vez. En 2020, Guerra lanzó con un récord de 1-0 con efectividad de 10.13 y 12 ponches en 13.1 entradas de trabajo en 14 apariciones. El 5 de abril de 2021, Guerra fue colocado en la lista de lesionados de 60 días con un esguince de UCL de grado 1. El 21 de septiembre, Guerra fue activado fuera de la lista de lesionados. El 13 de abril de 2022, Guerra fue designado para asignación por los Padres luego del reclamo de exención de Kyle Tyler. Había permitido cuatro carreras en 2.0 entradas lanzadas dos días antes contra los Diamondbacks de Arizona en su única aparición de la temporada.

### Tampa Bay Rays
El 16 de abril de 2022, los Padres cambiaron a Guerra a los Rays de Tampa Bay por consideraciones de efectivo. Lanzó con una efectividad de 8.44 en seis apariciones para los Rays antes de ser designado para asignación el El 6 de mayo, Guerra aprobó las exenciones y fue transferido a los Durham Bulls. Fue ascendido nuevamente a la lista activa el 30 de junio de 2022. Regresó a Triple-A el 4 de julio de 2022. Su contrato fue seleccionado el 12 de septiembre. El 15 de noviembre, Guerra fue designado para asignación.

### Milwaukee Brewers
El 18 de noviembre de 2022, los Rays canjearon a Guerra a los Cerveceros de Milwaukee a cambio de un jugador que se nombraría más adelante. Hizo 8 apariciones para Milwaukee en 2023, luchando por lograr una efectividad de 8.64 con 5 ponches en 8.1 entradas lanzadas. El 24 de abril de 2023, Guerra fue designado para asignación por Milwaukee tras el ascenso de Alex Claudio.

### Tampa Bay Rays
El 29 de abril de 2023, Guerra fue canjeado de nuevo a los Rays de Tampa Bay a cambio de consideraciones en efectivo. En 6 apariciones para los Rays, Guerra permitió 2 carreras en 5.0 entradas lanzadas (3.60 de efectividad), otorgando 9 boletos y ponchando a 4. El 14 de mayo, Guerra fue designado para asignación. Aprobó las exenciones y fue enviado directamente a los Durham Bulls Triple-A el de mayo. El 8 de julio, los Rays seleccionaron a Guerra nuevamente para la lista de Grandes Ligas. En 3 juegos para Tampa Bay, permitió tres carreras limpias, tres hits y cuatro bases por bolas. El 19 de julio, Guerra fue nuevamente designado para asignación. El 9 de octubre, Guerra eligió la agencia libre.

### Hanshin Tigers
El 18 de noviembre de 2023, Guerra firmó con los Hanshin Tigers de Nippon Professional Baseball.

## Selección nacional
El 13 de agosto de 2022, Guerra fue nombrado como parte del roster de la selección nacional de béisbol de Panamá para las eliminatorias del Clásico Mundial de Béisbol 2023, a jugarse en el Estadio Nacional Rod Carew de la Ciudad de Panamá.